# Дублер (фільм, 2013)
«Дублер» (рос. Дублёр) — російська кінокомедія, у головній ролі Олександр Ревва. Прем'єра фільму відбулася 10 січня 2013 року.

## Зміст
Головний герой нашої історії успішний актор, зірка шоу-бізнесу Ігор Успенський. Його життя суцільні зйомки, концерти, презентації, корпоративи, інтерв'ю та світські тусовки. Він змушений крутитися день і ніч, у нього немає вихідних і свят. А його чарівна дружина і прекрасна донька бачать його в кращому випадку пізно вночі, коли він приїжджає додому, щоб поспати хоча б кілька годин. Але всі зусилля не проходять даремно. Ігор дуже популярний і одного разу його кандидатуру висувають на премію Людина року тепер йому потрібно ще більше часу, щоб перемогти головного конкурента співака Михайла Стасова, головні хіти якого звели з розуму всіх жінок Росії...

## Ролі
| Актор             | Роль                                                   |
| ----------------- | ------------------------------------------------------ |
| Олександр Ревва   | Ігор Успенський / Михайло Стасов / Севастьян Васильків |
| Христина Асмус    | Даша помічниця Ігоря Успенського                       |
| Людмила Артем'єва | Олена Сергіївна Краснопільська директор музичної школи |
| Тетяна Орлова     | Галина Леонідівна теща Ігоря Успенського               |
| Ксенія Буравська  | Світа дружина Успенського                              |
| Варвара Малкова   | Аліса дочка Успенського                                |
| Дмитро Хрустальов | директор салону краси                                  |
| Олександр Сазонов | ведучий шоу «Людина року»                              |
| Юлія Гришина      | Катя Попирева                                          |
| Юлія Беретта      | Вікторія                                               |
| Олексій Рязанцев  | Рудольф Валентинович                                   |
| Михайло Крилов    | режисер                                                |
| Олексій Огурцов   | батько на корпоративі                                  |